# Polowa Kuria Biskupia
Polowa Kuria Biskupia – jednostka administracji kościelnej w strukturze Ministerstwa Spraw Wojskowych.
14 listopada 1918 roku w Ministerstwie Spraw Wojskowych powołano Zarząd Naczelnego Kapelana Wojsk Polskich, którym kierował ks. Jan Pajkert. 5 grudnia 1918 roku w miejsce Zarządu Naczelnego Kapelana Wojsk Polskich powołano urząd Konsystorza Polowego Rzymsko-Katolickiego, którym kierował Naczelny Kapelan WP ks. Jan Pajkert. 3 marca 1919 roku urząd Konsystorza Polowego został zlikwidowany, a na jego miejsce powołano Kurię Biskupią Wojsk Polskich. 12 maja 1927 roku Kuria Biskupia Wojsk Polskich przemianowana została na Polową Kurię Biskupią. W 1947 roku wraz z demobilizacją Polskich Sił Zbrojnych na Zachodzie zlikwidowana została Polowa Kuria Biskupia. W 1991 roku utworzony został Ordynariat Polowy Wojska Polskiego.
Biskupi polowi Wojska Polskiego:
- ks. Stanisław Gall (1919–1933)
- ks. Józef Gawlina (1933–1947)
- ks. Sławoj Leszek Głódź (1991–2004)
- ks. Tadeusz Płoski (2004–2010)
- ks. Józef Guzdek (od 2010)

Organizacja Polowej Kurii Biskupiej w 1919
- Biskup Polowy Wojska Polskiego
- kanclerz – ks. dziekan Tadeusz Jachimowski (1919 – VII 1933)
- Kancelaria
- Sekcja Administracyjna
- Sekcja Gospodarcza
- Sekcja Oświatowa
- Sekcja Metrykalna

Organizacja i obsada personalna Polowej Kurii Biskupiej w 1928
- Biskup Polowy Wojska Polskiego – ks. Stanisław Gall
- kanclerz – ks. dziekan Tadeusz Jachimowski
- notariusz-radca do spraw greckokatolickich – ks. dziekan Mikołaj Nagórzański
- notariusz-starszy referent do spraw mobilizacyjnych – ks. proboszcz Stanisław Żytkiewicz
- notariusz-referent do spraw gospodarczych i kierownik kancelarii – ks. kapelan Bronisław Michalski
- notariusz-referent do spraw oświatowych i personalnych – wakat
- notariusz-referent do spraw metrykalnych – wakat

Organizacja i obsada personalna Polowej Kurii Biskupiej w 1932
- ks. Stanisław Gall - Biskup Polowy Wojska Polskiego
- ks. dziekan Mikołaj Nagórzański
- ks. proboszcz Stanisław Żytkiewicz
- ks. kapelan Stanisław Małek